# Ulyanovsky Avtomobilny Zavod
UAZ (en russe : Ульяновский автомобильный завод, УАЗ, Oulianovski avtomobilny zavod) est une entreprise russe de construction automobile, basée dans la ville d'Oulianovsk, d'où son nom. UAZ est spécialisé dans la fabrication de véhicules tout-terrain, de SUV, d'utilitaires légers et de camionnettes. Il est considéré comme le 3e membre du Big Three russe, loin derrière AvtoVAZ, et après GAZ.

## Activités
Entre 1941 et 2006, UAZ a vendu 4 millions de véhicules. En moyenne, cela représente 61 538 unités assemblées chaque année, ce qui est peu comparé aux autres constructeurs russes, mais également par rapport à l'industrie automobile mondiale. En 2005, UAZ a assemblé 52 600 véhicules, en hausse de 6,26 %, alors que le marché russe baissait de 3 % (toute production confondue). UAZ a ainsi accru sa part de marché, mais elle demeure faible avec 3,9 %. Toutefois, UAZ étant un spécialiste du tout-terrain, il est plus fort sur ce segment, revendiquant 15 % de parts de marché. Ces chiffres relativement bons ne masquent pas un déclin du constructeur, sa production actuelle étant nettement inférieure à sa moyenne historique.
| Tout-terrain | Véhicules militaires | Camionnettes | Véhicules multi-usage |
| ------------ | -------------------- | ------------ | --------------------- |
| 44,48 %      | 5,89 %               | 27,37 %      | 21,67 %               |
| 23 400       | 3 100                | 14 400       | 11 400                |

La production principale de UAZ est le véhicule tout-terrain. Mais les véhicules militaires sont en réalité des camionnettes identiques aux engins civils, mais surélevées et transformées en 4x4 ; le total de la production de ces véhicules dépasse celui des tout-terrain.

## Historique

### Des véhicules pour la Grande Guerre patriotique
En juin 1941, la Seconde Guerre mondiale débute sur le front Est (Grande Guerre patriotique). Le gouvernement soviétique, incapable de contenir l'avancée de l'armée allemande dans la partie européenne de son territoire, décide de déplacer les usines automobiles et d'armements ZIS loin des zones de combat en octobre 1941. Le choix du site est Oulianovsk, une ville sur la Volga, important port fluvial et nœud ferroviaire, avec des infrastructures et une main-d'œuvre ouvrière très qualifiée. Ce déplacement met le potentiel industriel soviétique provisoirement à l'abri des combats et permet de continuer la production automobile pour repousser l'ennemi. La production de véhicules militaires ZIS-5 et de pièces d'artillerie débute en février 1942. En juillet 1942, la production atteint 30 véhicules par jour.
En 1943, alors que la victoire de l'Allemagne nazie semble très compromise, le Comité Central de Défense soviétique décide de séparer les ateliers d'Oulianovsk du constructeur ZIS et de construire une nouvelle usine destinée à la production automobile, sur un terrain de 200 hectares.
À la fin du conflit mondial, l'usine ZIS récupère ses locaux moscovites. Le potentiel de production demeure sur place et un nouveau constructeur naît.
En mai 1944, ZIS présente le prototype du camion diesel ULZIS-253, le premier véhicule conçu par UAZ. Ce camion de 3,5 tonnes séduit les professionnels. À la fin de l'année 1944, la production du camion ZIS-5 est déplacée dans l'usine de l'Oural, dans la ville de Miass et l'usine d'Uljanovsk se consacre à la production du GAZ-AA de 1,5 tonne et dont le premier exemplaire sortira de l'usine le 26 octobre 1947.

### Reconversion après-guerre
Le 13 mars 1949, le 10.000 ième GAZ-AA est produit. UAZ présente en octobre 1949 le prototype du UAZ-300.
L'usine récemment créée avait un nouveau but : produire des véhicules militaires et paramilitaires. La reconstruction de l'URSS était prioritaire, mais le développement des industries lourde et militaire tout autant, et UAZ doit répondre à ce double objectif. En 1953, débute la production du premier et du seul véhicule grand public soviétique de l'époque, le tout terrain GAZ-69, inspiré de modèles allemands. Ce véhicule marque le commencement de la célèbre lignée des modèles UAZ. Sa fabrication va se poursuivre pratiquement sans changement, jusqu'en 1972.
En 1955, sur l'ordre de l'Armée Rouge, UAZ va lancer le projet code “Quarante” - un van avec cabine avancée sur le châssis du GAZ-69. Il est baptisé UAZ-450, le premier fourgon soviétique avec cabine avancée. Le prototype est présenté en 1956, d'un poids total de 2,7 tonnes et, comme toute la série 450, équipé d'un moteur de 2.432 cm3 développant 62 CV et d'une boîte de vitesses à 3 rapports. Le réducteur, les essieux, les suspensions et les freins à tambour sont repris du GAZ-69. À partir de 1959, UAZ exporte ses produits dans 22 pays liés à l'URSS.
En 1960, le bureau d'études lance un programme de renouvellement en lançant l'UAZ-469, très semblable dans sa conception à la Jeep originale, un modèle vigoureux, sommaire et très rustique qui peut circuler sur - pratiquement - n'importe quel terrain. L'UAZ-469 devient alors une légende grâce à sa solidité à toute épreuve. Le modèle n'a été disponible aux particuliers qu'en 1980, étant surtout utilisé par les forces de police ; la version civile a été fabriqué par LuAZ, qui était trop près de la frontière pour fabriquer des véhicules militaires.
Le 12 décembre 1961, UAZ présente une variante du 450 à 2 roues motrices, l'UAZ-451, décliné en version van, pick-up, ambulance et minibus.
1966 marque le lancement de l'UAZ-452, qui reçoit un accueil chaleureux dû à ses possibilités à la fois de mini-van et de tout-terrain. Bien que ce véhicule ait été la plupart du temps produit pour la police et l'armée, il a été beaucoup plus utilisé dans le civil que la plupart des autres modèles UAZ.
En 1972, le GAZ-69 est remplacé par le UAZ-469 qui a été développé à partir du UAZ-471 de 1958. La production en série débute le 15 décembre 1972 et se poursuivra jusqu'en juin 1985, remplacé par le UAZ-31512.
L'UAZ-469 a gagné un statut légendaire par ses capacités de franchissement et sa rusticité. Grâce à ces qualités, il fut exporté partout dans le monde comme alternative aux Jeep et aux Land Rover, avec pour principaux avantages son faible prix et sa robustesse à toute épreuve. À partir de 1986, les modèles sont exportés vers l'Europe via le distributeur italien V. Martorelli, qui importe le véhicule sans la mécanique. Le véhicule était monté en Italie, équipé d'un moteur diesel VM Motori.

### Fin de l'URSS
Après la dislocation de l'Union soviétique en 1991, UAZ était en position de liquidation. En 1992, la société est privatisée et est renommée PJSC Uljanovskij Avtomobilnyj Zavod. Les consommateurs étaient certes disposés à acheter les modèles du constructeur en raison de leur bonne réputation, mais les véhicules importés se révélaient plus prestigieux et confortables. UAZ produisait toujours une version légèrement modifiée de l'UAZ-469, mais les ventes restaient faibles. Après l'effondrement de l'Union soviétique, UAZ éprouva de grosses difficultés financières et l'entreprise s'efforça de réduire ses coûts de production ; de ce fait, la qualité des véhicules s'en trouva dégradée.
Le 27 avril 2000, le groupe Severstal entre au capital avec une participation majoritaire. UAZ devient une société à responsabilité limitée, filiale de Sollers JSC.
En 2004, l'usine est entièrement rachetée par le groupe Severstal, qui avait déjà racheté l'usine d'automobiles ZMA, et fit d'importants investissements dans celle d'UAZ.
En 2005, un nouveau SUV, le UAZ-Patriot, est dévoilé.
Le 16 juillet 2015, le titre est retiré de la bourse de Moscou

## Les véhicules

### Véhicules particuliers

#### Modèles actuels
- UAZ Hunter :
- UAZ Patriot : SUV et Pick-Up produit depuis 2005.

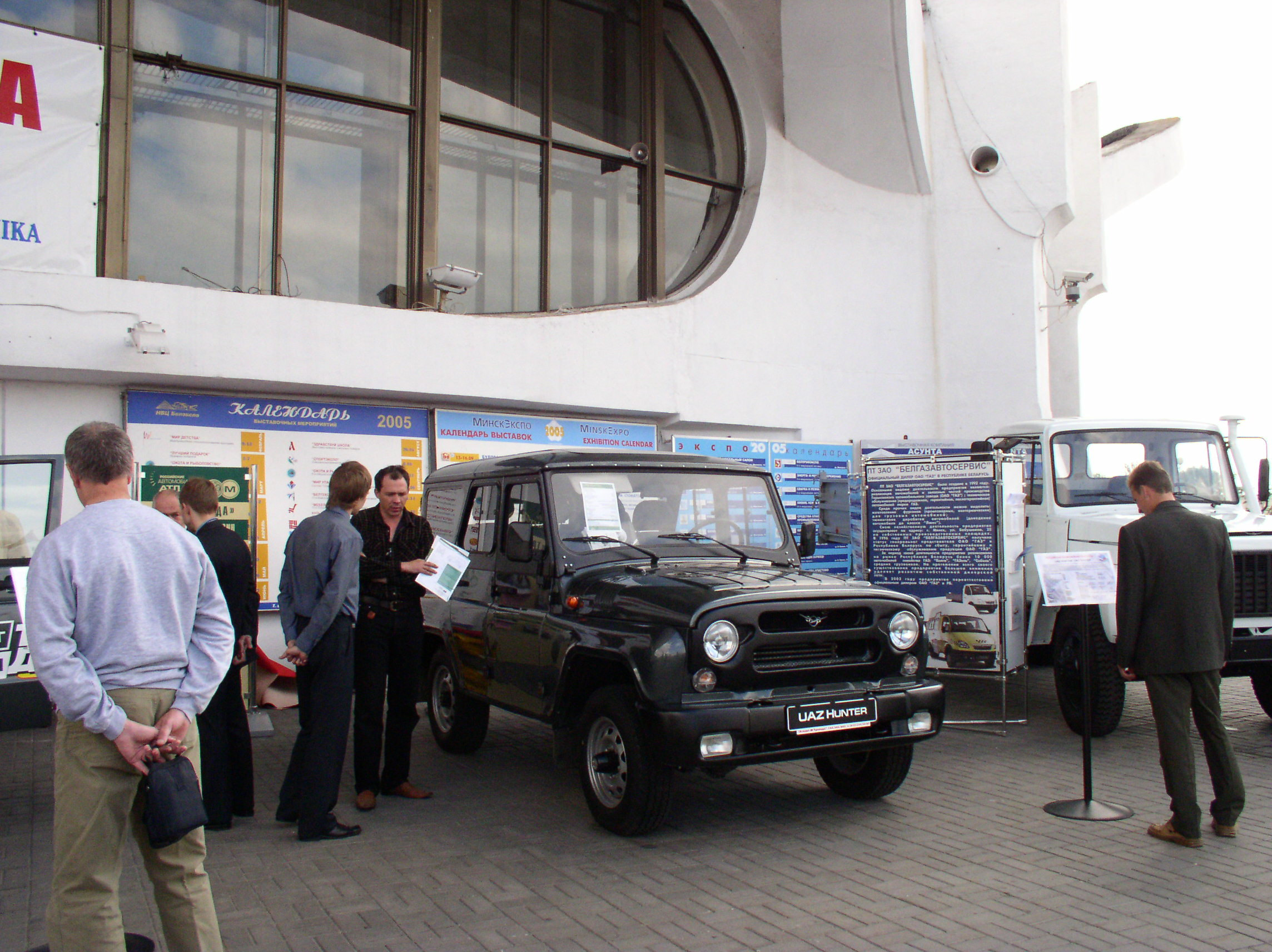
UAZ Hunter
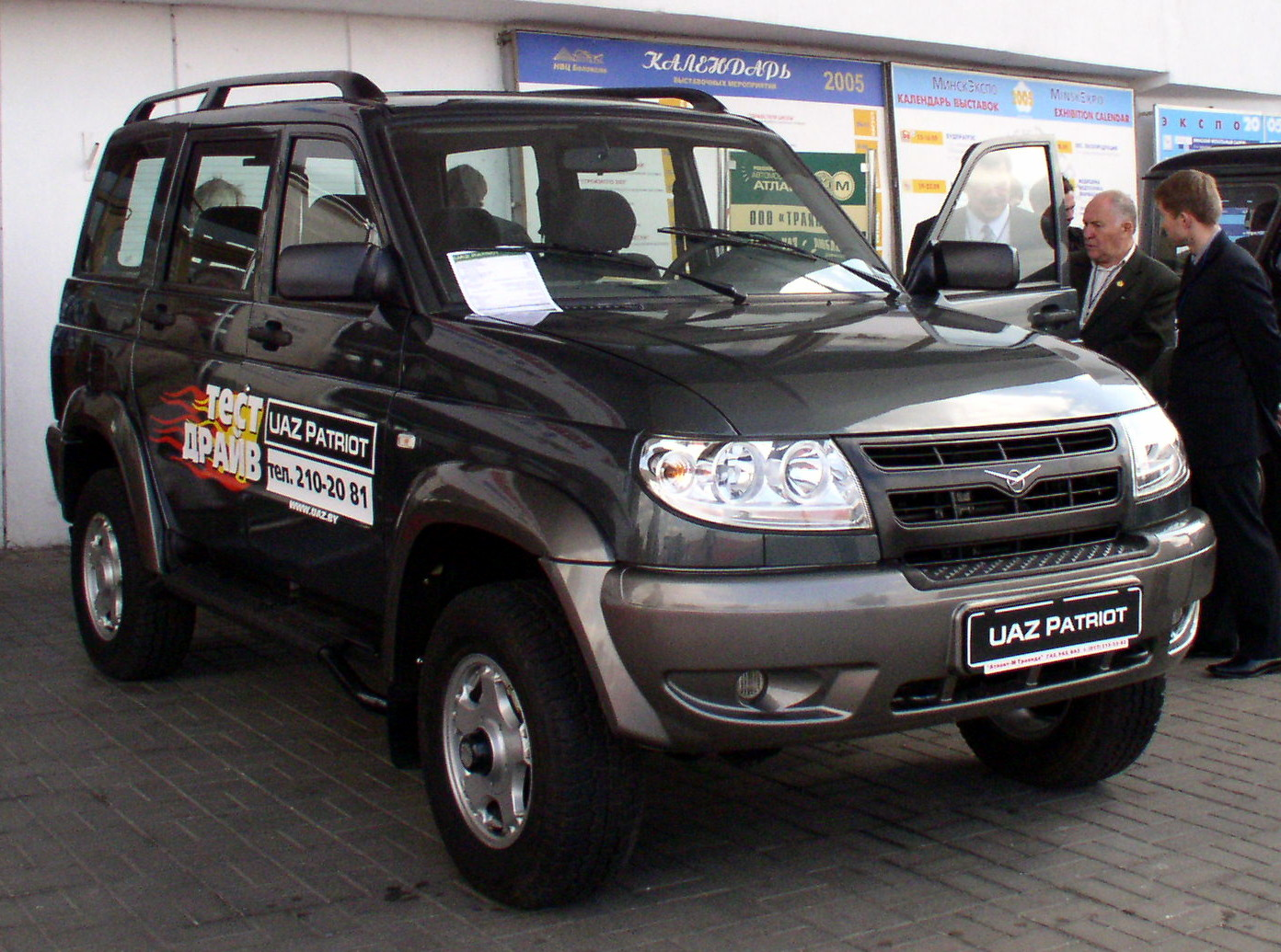
UAZ Patriot

#### Modèles anciens
- UAZ-69 : tout-terrain produit de 1956 à 1972, il est considéré comme le premier et le seul véhicule grand public soviétique de l'époque. Il sera également utilisé par l'armée.
- UAZ-469 :
- UAZ-569 :

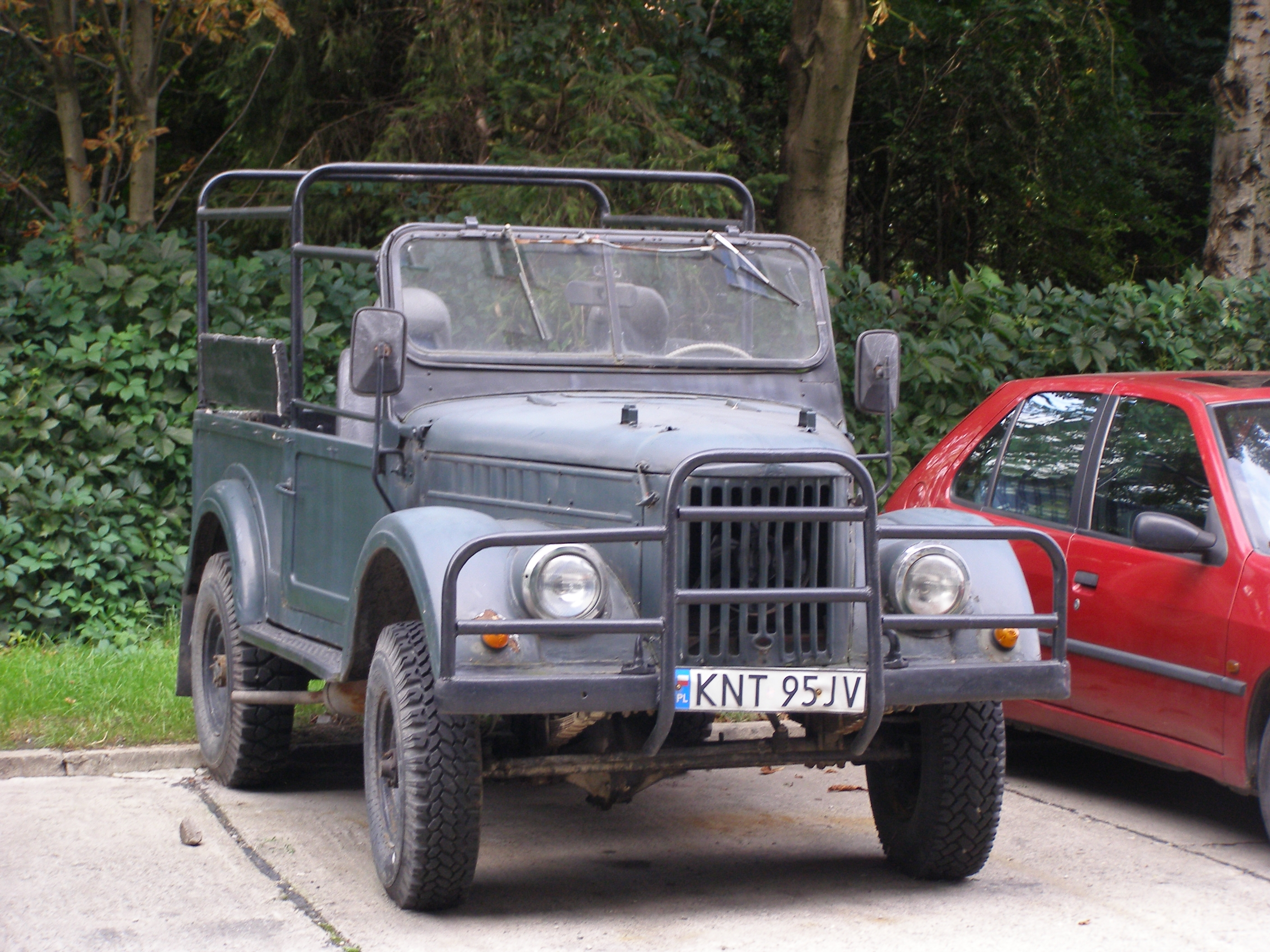
UAZ-69
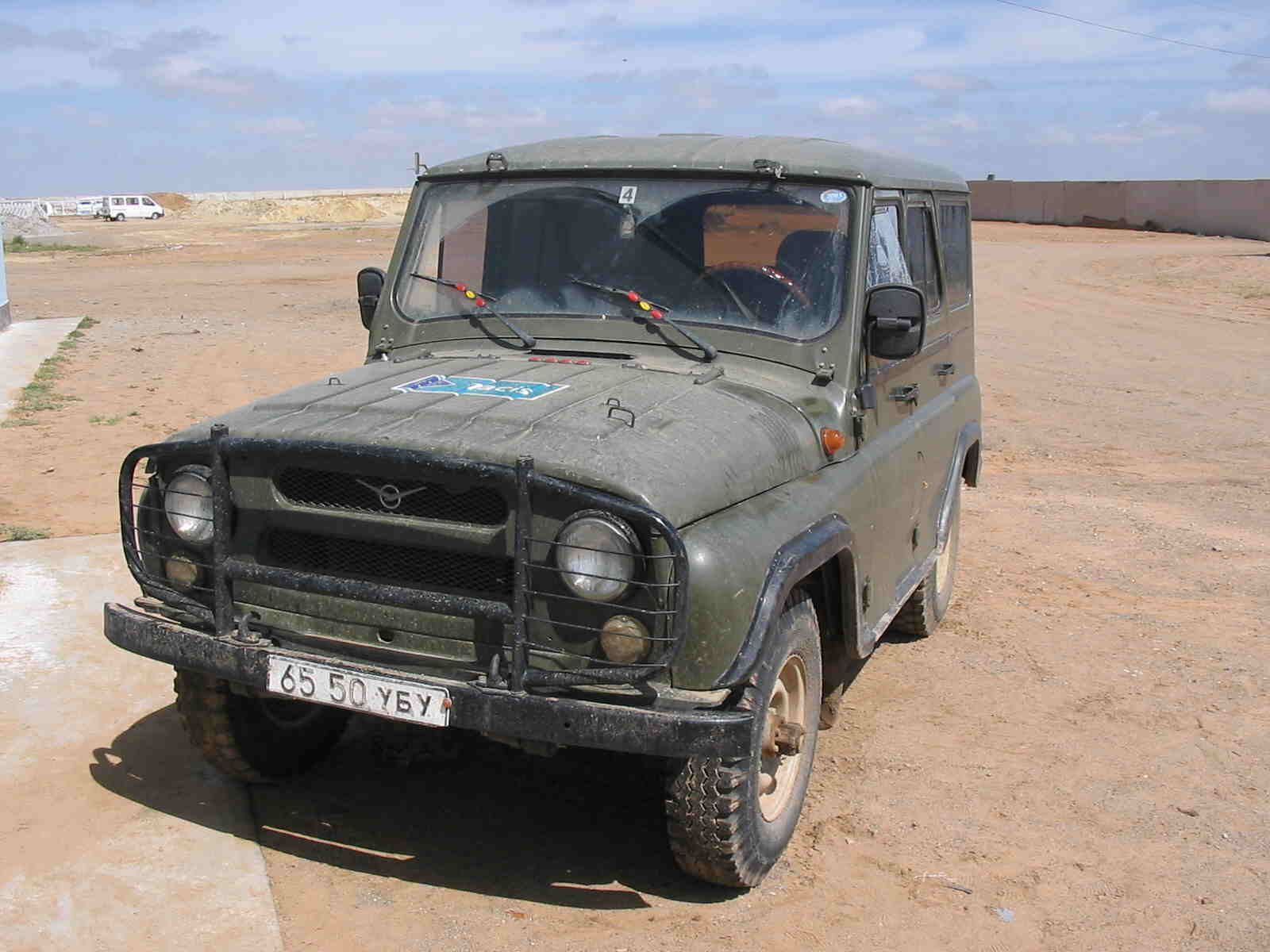
UAZ-469
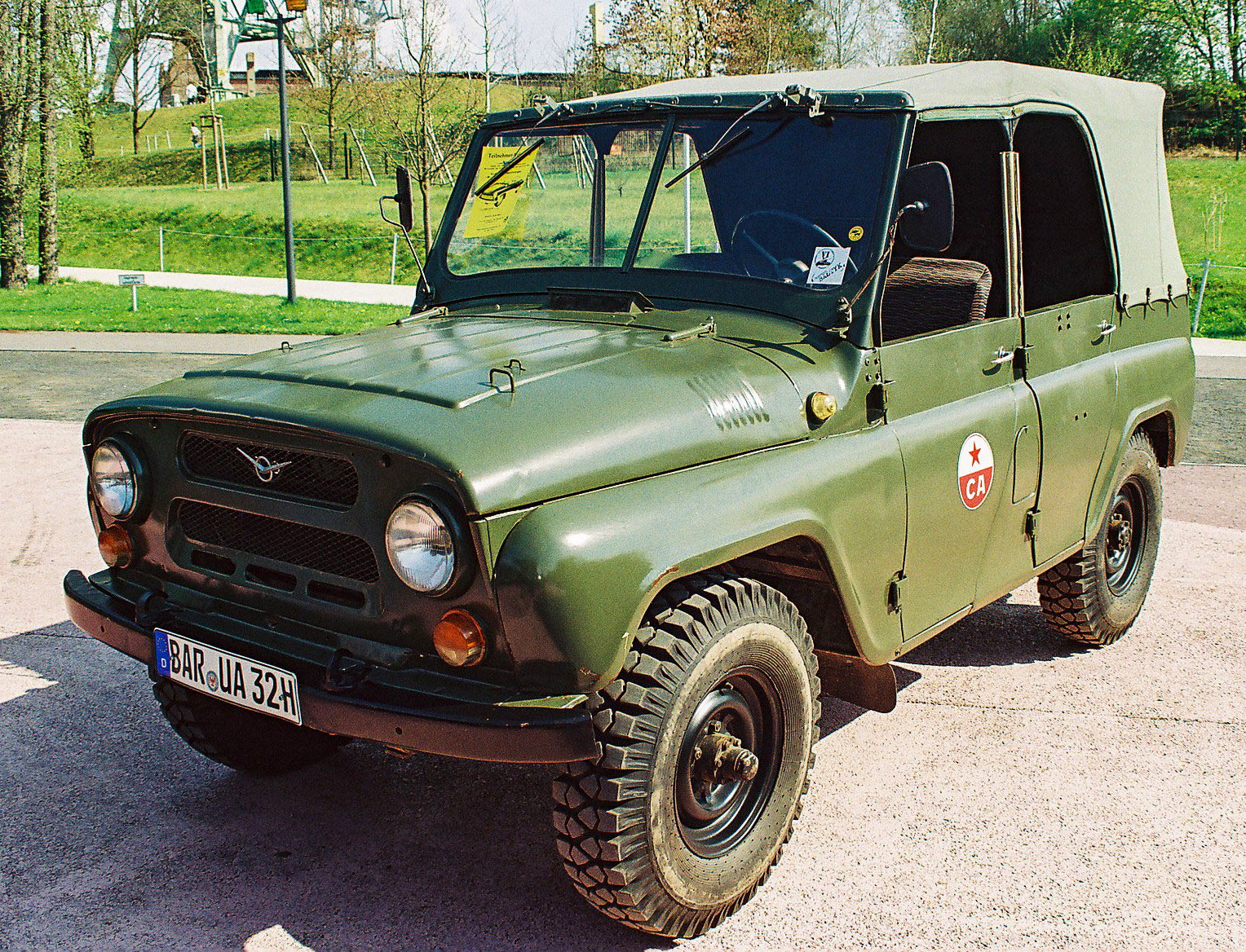
UAZ-569

### Véhicules industriels
- UAZ-69 : tout-terrain produit de 1956 à 1972, il est considéré comme le premier et le seul véhicule grand public soviétique de l'époque. Il sera également utilisé par l'armée.
- UAZ-452 :

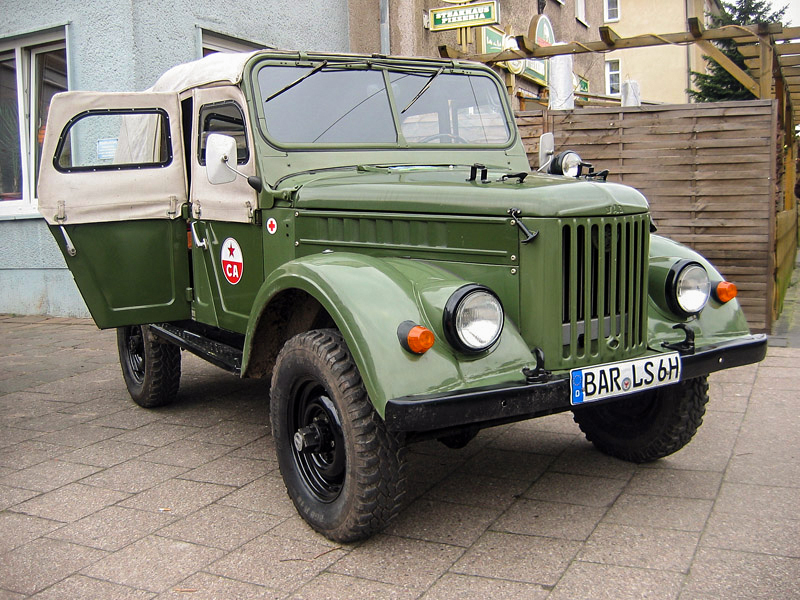
UAZ-69
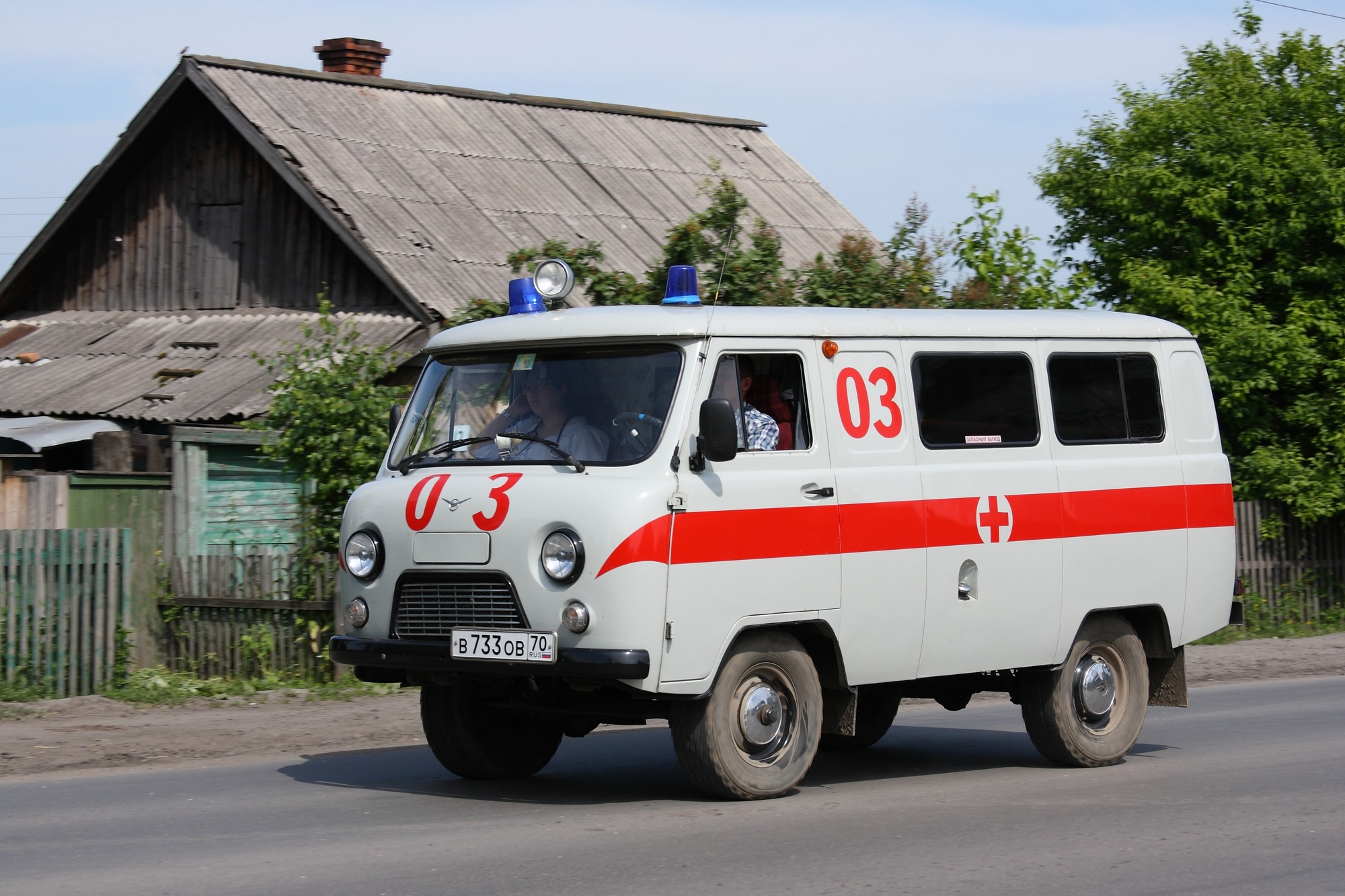
UAZ-452

### Véhicules militaires
- UAZ-69 : tout-terrain produit de 1956 à 1972, il est considéré comme le premier et le seul véhicule grand public soviétique de l'époque. Il sera également utilisé par l'armée.
- UAZ-452 :

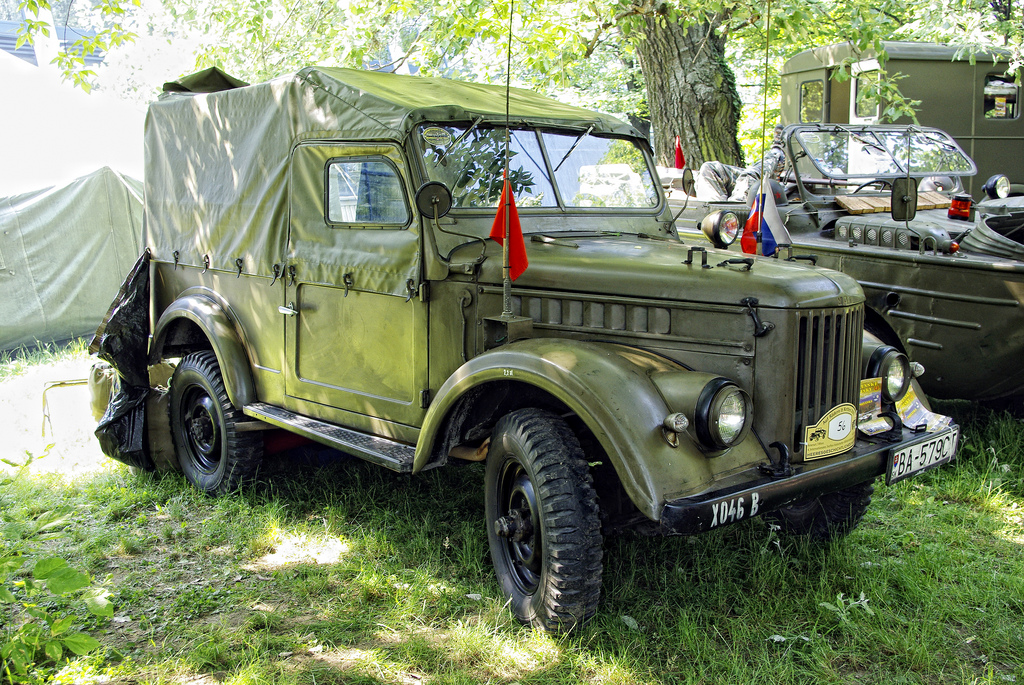
UAZ-69
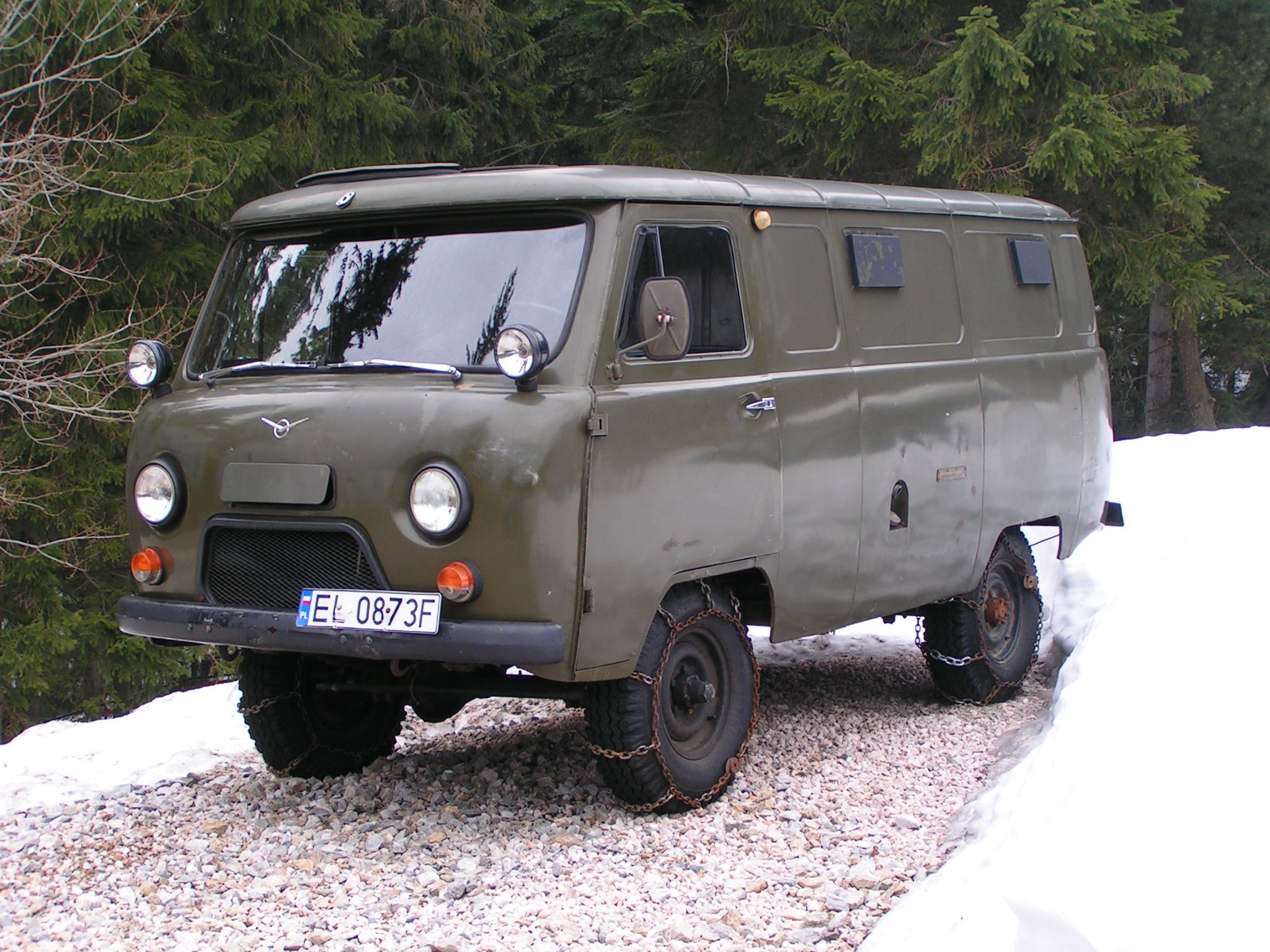
UAZ-452

## Anecdote
Dans le jeu vidéo Battlefield 2142, le véhicule de reconnaissance et d'assaut de la CPA (Coalition PanAsiatique), l'Ocelot, porte comme nom de fabrication UAZ-8
Dans le film Chroniques de Tchernobyl, le véhicule utilisé par les protagonistes pour se rendre sur les lieux de la catastrophe nucléaire est un UAZ-452.
Dans le jeu vidéo DayZ un véhicule ressemblant à l'UAZ-569 porte le nom d'UAZ.

### Sources
- (en) Site de Severstal Avto, maison-mère de UAZ
- (en) UAZ